# Pytho abieticola
Pytho abieticola is een keversoort uit de familie blauwe schorskevers (Pythidae). De wetenschappelijke naam van de soort werd in 1875 gepubliceerd door John Reinhold Sahlberg.